# Немањићи
Немањићи су средњовековна српска династија која је владала Србијом више од два века и остварила највеће проширење средњовековне Србије. Династија је названа по Стефану Немањи I, оснивачу династије који је повезан са Вукановићима по мушкој линији и са Војислављевићима по женској линији. У династији има једанаест владара, с тим што се династија можда наставила, женском линијом у династију Лазаревића. Како су Лазаревићи родбински повезани са династијом Бранковића, који су владали делом Срба до прве половине шеснаестог века постоји могућност да су по женској линији и ти Бранковићи били потомци Немањића. Такође Херцег Стефан био је ожењен праунуком Кнегиње Милице и кнеза Лазара, Јеленом, која му је родила синове Влатка и Владислава. За Владислава се поуздано зна да је избегао у Угарску, данашњу Хрватску, где је од Угарског краља добио у посед тврђаву Калник. Његови потомци готово сигурно живе и данас. Родвинске везе са Косачама доказују да лоза Немањића није изумрла као што се верује.

## Србија за време Немањића
Српска држава у средњем веку је свој врхунац доживела под владавином Немањића. Краљевина Србија је проглашена 1217. године, а аутокефална српска архиепископија је проглашена 1219. године. Исте године је Сава Немањић објавио Номоканон Светог Саве.
Стефан Душан се крунисао за цара 1346. године. Током Душанове владавине, Србија је постигла свој територијални, политички и привредни развој. Душан је донео Душанов законик, отворио нове трговачке путеве и ојачао привреду државе. Стефан Душан је покушао да са папом Иноћентијем IV и Млетачком републиком организује крсташки рат против Турака, али је умро децембра 1355. Наследио га син Урош Нејаки, за време чије владавине царство је упало у анархију. Овај период је обележио и успон нове претње у виду Османског царства, које се ширило из Азије у Европу.

## Грб
Представљен је двоглавим белим орлом на црвеном пољу, који је преузет од византијског грба династије Палеолога. Двоглави орао је усвојен из византијске културе и убрзо је постао симбол српских краљева као и српске државе. Може се видети на каталонској мапи из 1339. где је престоница цара Душана означена двоглавим орлом, а тај исти симбол се налази и у манастиру Љевишка. Челенка је била омиљени део грба српске властеле и врло је присутна на новцу из тог периода, употребљавала се као грб, без штита.

## Задужбине Немањића
Сви српски владари краљевске породице Немањића за собом су остављали задужбине, своје цркве и манастире, да искупе своје душе и покажу своју величину.
Међу многобројним манастирима који су њихова задужбина, истичу се: Жича, Студеница, Милешева, Сопоћани, Хиландар, Грачаница, Свети Архангели, Бањска, Високи Дечани, Љубостиња, Градац, Троноша и други. Неки бугарски националисти су имали обичај скрнавити фреске са ликовима Немањића јер су те фреске сметале бугаризацији Срба. Тако је Иван Јастребов жигосао замазивање ликова српских владара из куће Немањића од стране Бугара, а Спиридон Гопчевић је оставио запис о истом догађају у манастиру светог Јована код Сера.

## Стефан — заједничко владарско име Немањића
Оснивач династије јавља се у писаним изворима као Стефан Немања. Име Немања било је његово лично име, а име Стефан, које је настало од грчког Стефанос (грч. Στεφανοσ), тј. „онај који је крунисан, који је овенчан”, изгледа је употребљено управо у том значењу. Сви његови наследници који су владали или су били одређени за наследнике престола такође се јављају и са именом Стефан, тј. овенчани владар. Поред владарског имена Стефан они су имали и лично име. Зато би сваком наследнику Стефана Немање I у подједнакој мери могао пристајати назив Стефан Немањић, који се у историографији по правилу употребљава за именовање Немањиног сина и наследника Стефана Првовенчаног.
Немањићи се у писаним изворима (повељама) у правилу јављају потписани само са заједничким владарски именом Стефан, а њихова лична имена која су добили по рођењу ређе су записивана. Према писању Светог Саве у Студеничком типику, његов средњи брат који је 1196. године наследио оца на великожупанском престолу, звао се Немања, као и њихов отац, а владарско име Стефан је личном имену додао приликом ступања на власт. Савин средњи брат се код већине историчара данас јавља само под заједничким именом Стефан Немањић, или као Стефан Првовенчани, а знатно ређе његовим личним именом Стефан Немања II.
Котроманићи, који су били потомци и Немањића, користили су владарско име Стефан од краља Твртка I, али код њих је постојало и лично име Стефан (Степан).

## Владарска лоза Немањића
Династија је дала једанаест владара, који су већином од Српске православне цркве канонизовани и зато се цела династија назива и Светородном. Владари из породице Немањић владали су Србијом од 1166. до 1371. године:
Владари:
- Стефан Немања I, велики жупан 1165/66—1196.[10]
- Стефан Немањић (Стефан Немања II, Стефан Првовенчани), велики жупан 1196—1217 (са прекидом 1202-1204), краљ Србије 1217—1227.
- Стефан Радослав, краљ Србије 1227—1233/34.
- Стефан Владислав I, краљ Србије 1233/34—1241/42.
- Стефан Урош I (Урош Велики), краљ Србије 1241/42—1276.
- Стефан Драгутин, краљ Србије 1276—1282, касније краљ Срема 1284—1316.
- Стефан Милутин, краљ Србије 1282—1321.
- Стефан Владислав II, 1316. и 1321—1325. краљ Срема, и непризнати краљ Србије 1321—1324.
- Стефан Урош III (Стефан Дечански), краљ Србије 1321—1331.
- Стефан Душан (Душан Силни), краљ Србије 1331—1346, цар Срба и Грка 1346—1355.
- Стефан Урош V (Урош Нејаки), цар Србије 1355—1371.

Остали владари:
- Вукан Немањић, велики жупан 1202—1204.
- Стефан Константин, непризнати краљ 1321—1322.
- Ана Неда, царица Бугарске, савладарка сину Јовану Стефану 1330—1331.
- Симеон Урош Палеолог, цар Епира 1359—1366, цар Тесалије 1359—1371.
- Јован Урош Палеолог, цар Епира 1371—1372.
- Милица Хребељановић, кнегиња Србије, савладарка сину Стефану 1389—1393.

## Галерија
- Печат Стефана Немање
- Мирослављево Јеванђеље
- Потпис Стефана Немање и његовог брата Мирослава
- Новац краља Владислава
- Новац краља Драгутина
- Новац краља Милутина Брсковски динар
- Новац краља Душана са приказом шлема
- Новац цара Душана
- Душанов законик
- Пергамент цара Душана 1346.
- Мач из доба Немањића
- Оружије из доба Немањића
- Шлем и оружије из доба Немањића
- Средњовековно оружије из доба Немањића
- Верижна кошуља из доба Немањића
- Појас Бранка Младеновића велможде цара Душана
- Сунчани сат из 12. века манастир Студеница
- Тањир цара Душана
- Кивот краља Стефана Првовенчаног
- Мошти краља Милутина
- Круна Стефана Дечанског
- Реплика Немањићке круне
- Кивот Стефана Дечанског
- Кивот цара Уроша
- Фреска битке на Велбужду